# Resolució 2330 del Consell de Seguretat de les Nacions Unides
La Resolució 2330 del Consell de Seguretat de les Nacions Unides fou adoptada per unanimitat el 19 de desembre de 2016. Després de considerar un informe del Secretari General sobre la Força de les Nacions Unides d'Observació de la Separació (UNDOF) i reafirmant la resolució 1308 (2000), el Consell va prorrogar el seu mandat per uns altres sis mesos, fins al 30 de juny de 2017.

## Contingut
El Consell va assenyalar que la situació a l'Orient Mitjà es mantenia tibant. Es va demanar a totes les parts implicades en la Guerra Civil siriana que cessessin les seves accions militars a la zona i que complissin amb el dret internacional humanitari. Durant aquestes accions s'hi va desplegar armament pesant i s'havien produït atacs contra la UNDOF i robatori de material.
En novembre de 2016 el personal de l'ONU va tornar a Camp Faouar, la seu de la missió que havia abandonat al setembre de 2014 després d'un atac de rebels sirians. Volien tornar a ocupar posicions abandonades, on la situació de seguretat ho permetia.
A causa de les activitats militars a la zona de separació, hi havia risc que les tensions entre Síria i Israel tornessin a esclatar, i la treva entre ambdós de 1974 estava en perill.